# Station-service OZO Bellevue
La station-service OZO Bellevue est une ancienne station-service emblématique de l’architecture routière des années 1950, située à Sainte-Maure-de-Touraine (Indre-et-Loire), en France.
Construite en 1955 par l’architecte Paul Lagneau, elle se distingue par sa flèche-totem de 11 mètres de haut. Fermée en 1982, elle a été restaurée par l’association Nostal’10.
Elle bénéficie depuis 2016 du label « Architecture contemporaine remarquable » (anciennement label « Patrimoine du XXe siècle ») du Ministère de la culture.

## Historique

### Construction et mise en service (1954–1956)
Au début des années 1950, le restaurant routier « Les Deux Croix », exploité par M. Cuvillier et son épouse, connaît une forte fréquentation. Établi sur la nationale 10, au sud de Sainte-Maure-de-Touraine (Indre-et-Loire), il bénéficie d’un emplacement stratégique sur l’un des principaux axes de circulation du pays. Dans une volonté d’élargir ses services, M. Cuvillier engage, en avril 1954, un projet d’implantation d’un poste de distribution de carburant, en collaboration avec la société Huilcombus. La société Huilcombus obtient l’autorisation d’implanter cette nouvelle station en décembre 1954 sur un terrain longeant la Nationale 10.
La conception de la station est confiée à l’architecte Paul Lagneau, qui opte pour une architecture moderniste inspirée des stations-service américaines des années 1950. L’ensemble se distingue par une large casquette en béton couvrant les pompes à essence, et par une flèche-totem de onze mètres de hauteur, servant à attirer l’attention des automobilistes depuis la route. Le permis de construire est accordé en avril 1955. Les travaux débutent pendant l’été puis s'achèvent en février 1956. La station est mise en service au printemps 1956.

### Exploitation sous la marque OZO puis Total (1956–1982)
Quelques mois après sa mise en service, l'exploitation de la station est cédée à la société OZO. Dès lors, le site, combinant relais routier et station-service, offre aux automobilistes empruntant la Nationale 10 la possibilité de faire le plein de carburant et de se restaurer, de jour comme de nuit.
Au début des années 1960, une seconde station-service est mise en service par OZO, juste en face de la première, de l'autre côté de la route. Elle adopte une architecture de style beaucoup plus classique que la première.
Les sociétés OZO et Total fusionnent en 1964. Les deux stations sont dès lors repeintes aux couleurs de Total. Elles forment le « Relais Charles Martel » qui fait partie du réseau Total « La Route de nuit », ouvert 24 heures sur 24.

### Déclin et fermeture (1977–1982)
Avec la mise en service de l’autoroute A10 entre Tours et Poitiers en 1977, le trafic sur la Nationale 10 connaît un déclin progressif. En dépit d’un débit mensuel encore estimé à 30 mètres cubes de carburant, Total décide de fermer le Relais Charles Martel au cours de l’année 1982.

### Abandon et dégradation (1982–2010)
Le bâtiment est reconverti en bureau de vente de véhicules d’occasion, activité exercée jusqu’au début des années 1990. La flèche signalétique est alors utilisée comme support publicitaire pour le restaurant routier, nommé « Les Deux Croix », « Le Bellevue », puis enfin « L’Étoile du Sud ». Le restaurant ferme finalement à la fin des années 1990. Laissée à l'abandon, la station se dégrade.

## Sauvegarde et restauration

### Protection patrimoniale
En 2010, la station-service est inscrite comme élément à préserver dans le plan local d’urbanisme (PLU) de la commune de Sainte-Maure-de-Touraine, reconnaissant ainsi son intérêt architectural et historique. Cette reconnaissance est renforcée en 2016 par l’attribution du label « Architecture contemporaine remarquable », décerné par le ministère de la Culture, qui signale les bâtiments représentatifs de l’architecture du XXe siècle dignes de protection.

### Restauration par l’association Nostal’10
L’association Nostal’10, fondée en 2015 par Laurent Carré, a pour objectif de sauvegarder et valoriser le patrimoine routier lié à la Nationale 10. Elle engage un projet de restauration de la station-service OZO Bellevue, alors à l’abandon depuis plusieurs décennies. Ce chantier mobilise des bénévoles et reçoit le soutien du Conseil départemental d’Indre-et-Loire, ainsi que de plusieurs partenaires institutionnels et associatifs. Les travaux visent à restituer l’aspect original du bâtiment, tout en assurant sa mise aux normes.

### Inauguration et valorisation
La station est restaurée, puis inaugurée le 21 septembre 2024, à l’occasion des Journées européennes du patrimoine. Depuis sa réouverture, la station OZO Bellevue connaît une reprise d’activité sous une forme culturelle et associative. Le site accueille notamment des rassemblements mensuels de voitures anciennes. Parmi ces événements, le plus emblématique est l'événement « Ça bouchonne encore à Sainte-Maure-de-Touraine », une reconstitution festive d’un embouteillage de départ en vacances sur la Nationale 10 dans les années 1950-1960-1970.

## Architecture
L'architecture de la station OZO Bellevue est inspirée par les stations-services américaines des années 50. Dessinée par l’architecte Paul Lagneau, elle se caractérise par sa flèche-totem en béton de 11 mètres de haut, conçue pour être visible de loin. Le bâtiment adopte également une casquette en béton couvrant les pompes, typique des stations américaines d’après-guerre.
D'autres stations du même types ont été créées par OZO en France. Assez fréquentes dans les années 1950, elle ont été surnommées « les bateleurs des bords de route », en référence à leur architecture évoquant la proue de certaines péniches. Au moins six autres stations similaires ont été identifiées sur des images d'archives en France, mais celle de Sainte-Maure-de-Touraine est la seule encore existante.

## Place dans l’art contemporain

### Art visuel
La station OZO Bellevue a fait l'objet d'une œuvre de street art réalisée par GIL KD sur le mur intérieur du bureau, durant sa période d’abandon. L'œuvre, bien que partiellement altérée, est toujours visible.
Elle a également été photographiée à de multiples reprises par Éric Tabuchi, et notamment en 2020 dans le cadre de l’Atlas des Régions Naturelles, un projet photographique mené avec Nelly Monnier,.
Au printemps 2025, la station a accueilli sa première exposition artistique intitulée Les voitures sont rouges, une série de photographies de Juliane Goustard explorant la symbolique des voitures rouges,,.